# Йорг фон Халспах
Йорг фон Халспах, наричан Гангхофер, (на немски: Jörg von Halspach; Halsbach, Ganghofer, Polling; * пр. 1441 в Сикстхазелбах при Моозбург; † 29 септември / 6 октомври 1488 в Мюнхен) е мюнхенски строител и архитект през късната Готика.
Неговото най-значимо произведение е църквата „Фрауенкирхе“ (Frauenkirche) от 1468 до 1494 г. От 1470 до 1480 г. строи в староготически стил Старото кметство (Altes Rathaus) в Мюнхен. През 1478 г. проектира строежа на „Кройцкирхе“ (Allerheiligenkirche am Kreuz) в Мюнхен, осветена през 1485 г.
Йорг фон Халспах работи и за княжеските епископи от Фрайзинг. Погребан е под северната кула на църквата „Фрауенкирхе“ в Мюнхен.

## Галерия
- Старото кметство (Altes Rathaus) и „Фрауенкирхе“ (Frauenkirche) в Мюнхен
- Тържествена зала на Старото кметство
- Кулите на „Фрауенкирхе“ на пощенска картичка от 1900 г.
- Георг Дуранд, „Сцена от пазара в Мюнхен“ със силуета на „Фрауенкирхе“ в дъното, 1842 г.
- „Кройцкирхе“ в Мюнхен (Allerheiligenkirche am Kreuz)